# Fogo controlado

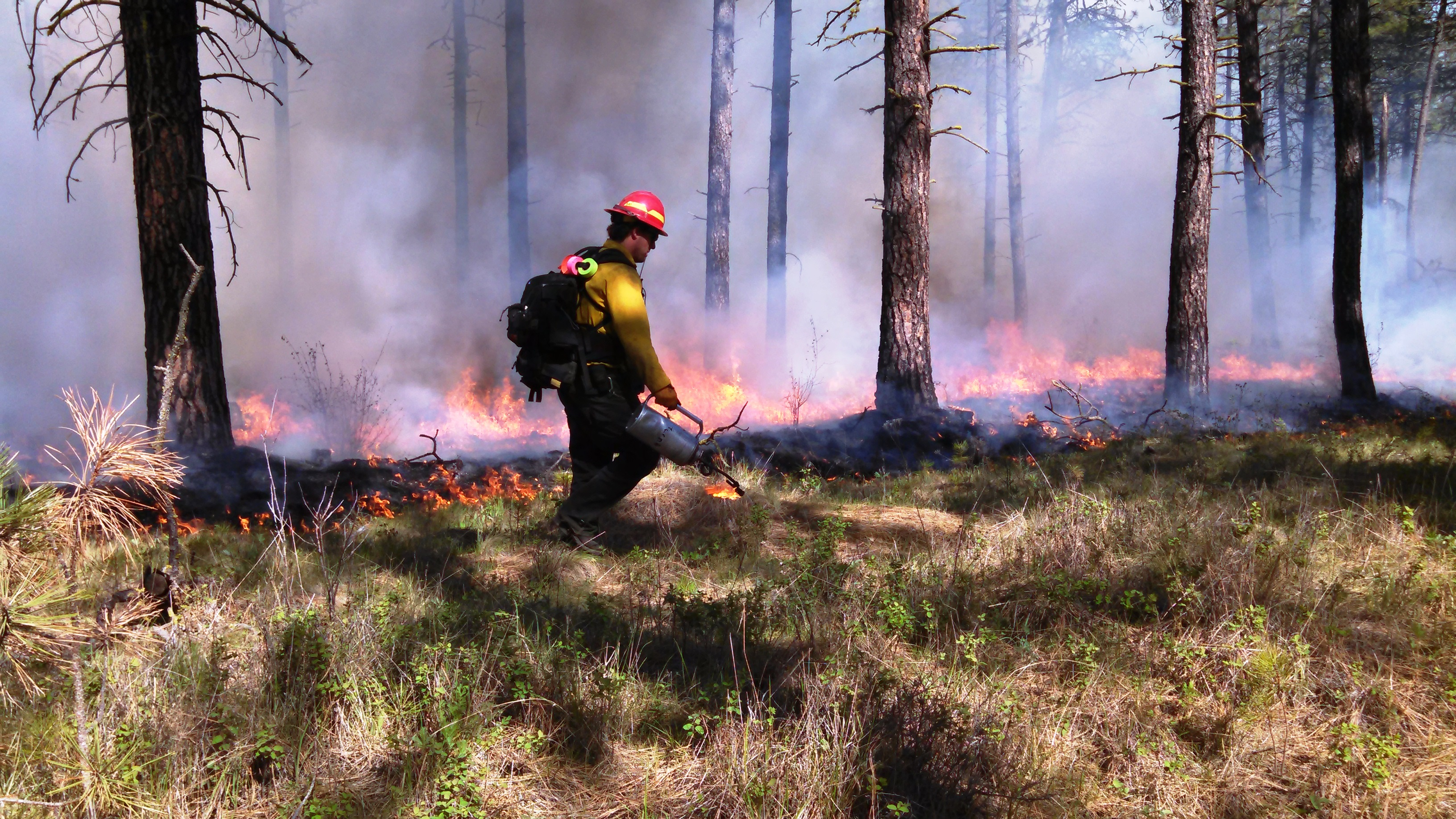
Fogo prescrito em floresta de pinheiros no leste de Washington (EUA) para restaurar a saúde do ecossistema

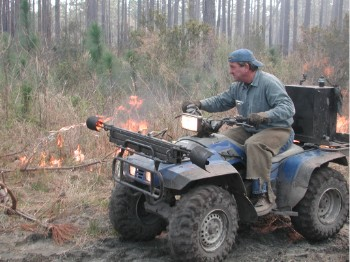
Queima de floresta numa floresta da Carolina do Sul floresta com um driptorch feito à medida montado num ATV. O dispositivo cospe chamas de combustível, de lado, iniciando de imediata o fogo.

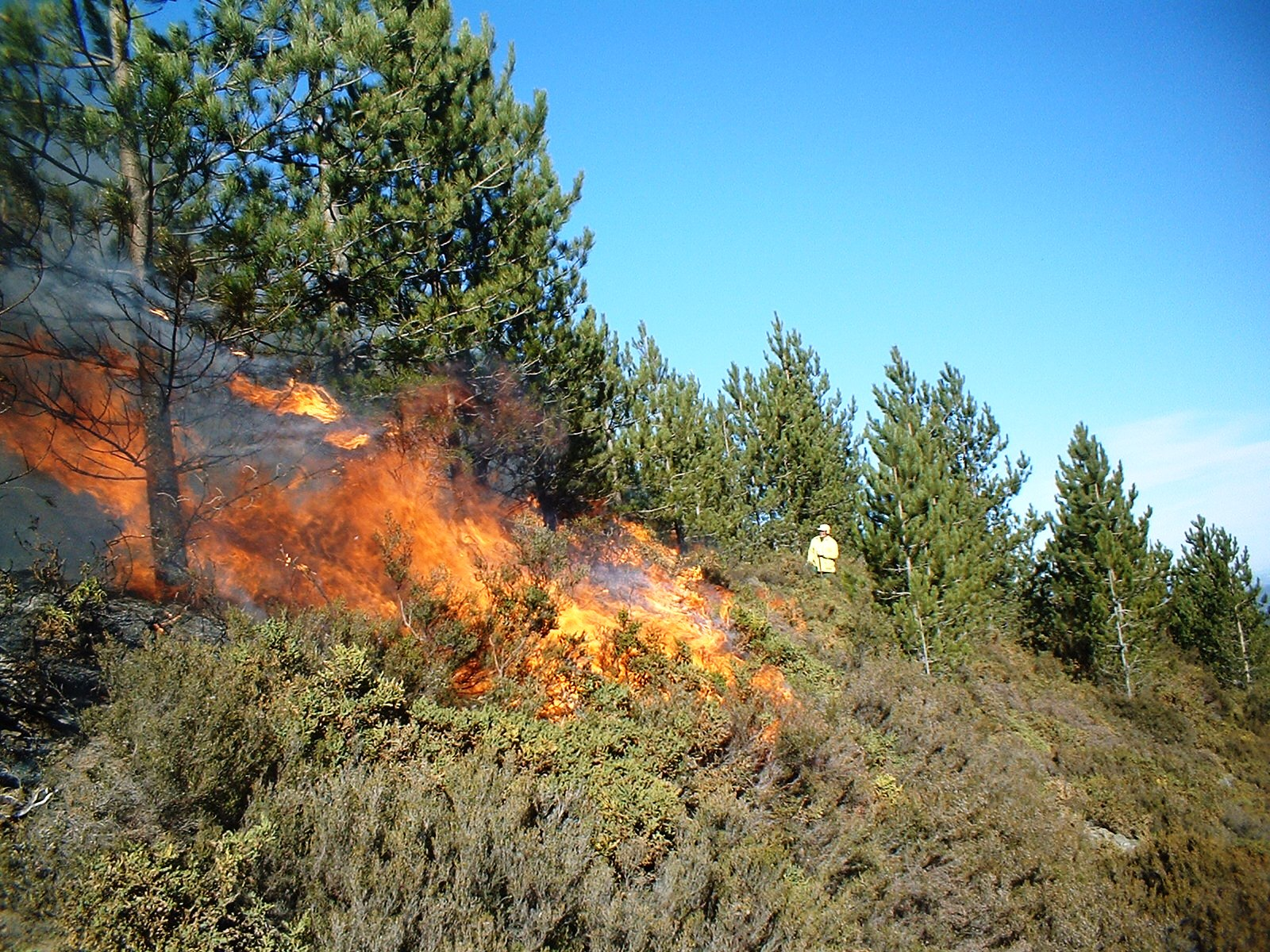
Fogo controlado de Pinus nigra em Portugal

Um fogo ou queimada controlada ou prescrita é um fogo criado, intencionalmente, para fins de gestão florestal, agricultura, pradaria de restauração ou de redução de gases de efeito estufa. Uma queima controlada pode também referir-se a queima intencional de combustíveis através da queima de pilhas.
O fogo é uma parte natural da ecologia da floresta e da pastagem, podendo o fogo controlado ser uma ferramenta para os guardas florestais. A queima controlada é realizada durante os meses mais frios para reduzir a acumulação de combustível e diminuir a probabilidade de incêndios mais graves. A queima controlada estimula a germinação de algumas árvores florestais, e revela camadas de minerais do solo que aumenta a vitalidade das sementes, renovando assim a floresta.

## Leitura complementar
- Beese, W. J., Blackwell, B. A., Verde, R.N. & Hawkes, B. C. (2006). "Fogos impactos em alguns costeira British Columbia ecossistemas." Relatório de informações do BC-X-403. Victoria B. C.: Recursos Naturais Do Canadá, A Canadian Forest Service, Pacífico Florestal Centro. Obtido em: http://hdl.handle.net/10613/2740
- Casals P, Valor de T, Besalú, Molina-Terrén D. Understory a carga de combustível e estrutura de oito para nove anos depois de queimadas em florestas de pinheiros Mediterrânicos. DOI: 10.1016/j.foreco.2015.11.050
- Valor T, González-Olabarria JR, Piqué M. Avaliar o impacto das queimadas sobre o crescimento do Europeu de pinheiros. DOI: 10.1016/j.foreco.2015.02.002.